# Policordia gemma
Policordia gemma är en musselart som först beskrevs av Addison Emery Verrill 1880.  Policordia gemma ingår i släktet Policordia och familjen Verticordiidae. Inga underarter finns listade i Catalogue of Life.